# Walton-on-Thames

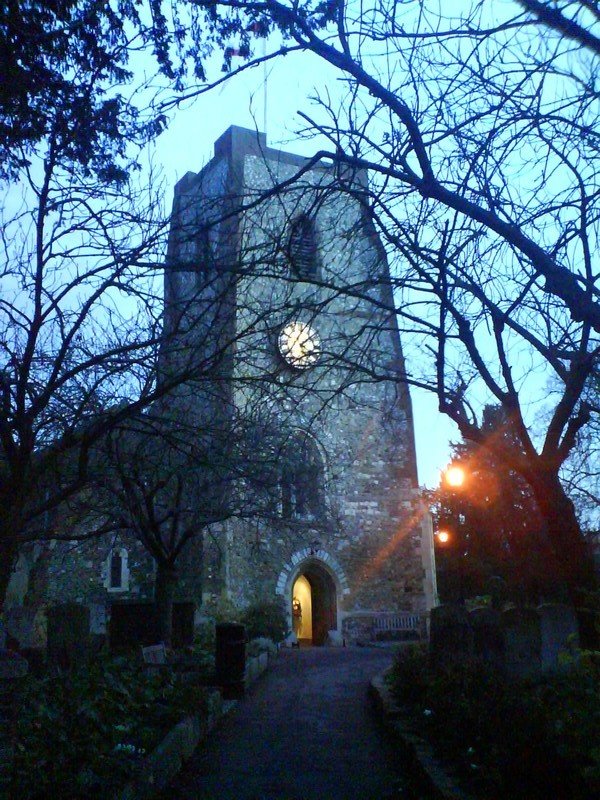
L'église de Sainte Marie.

Walton-on-Thames est une ville du borough d'Elmbridge dans le Surrey dans le sud-est de l'Angleterre. Elle est située sur la rive droite de la Tamise et compte 27 013 habitants (2021).
Un pont la relie à Shepperton dans le Surrey.

## Représentations dans la peinture
Canaletto, peintre vénitien de vedute, représenta à deux reprises le vieux pont en bois.

"
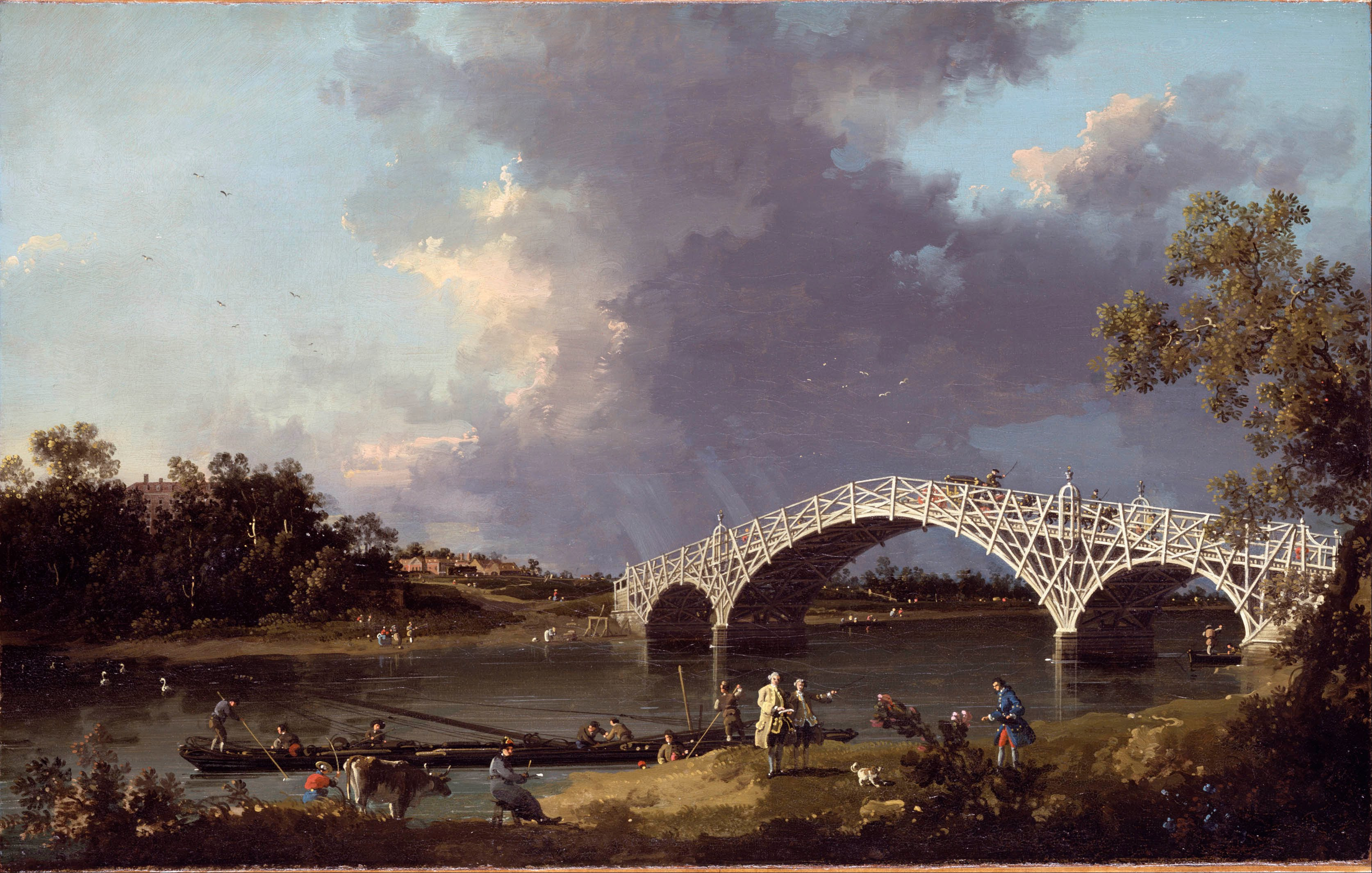
Vieux Pont de Walton, vers 1754, Dulwich Picture Gallery[1].
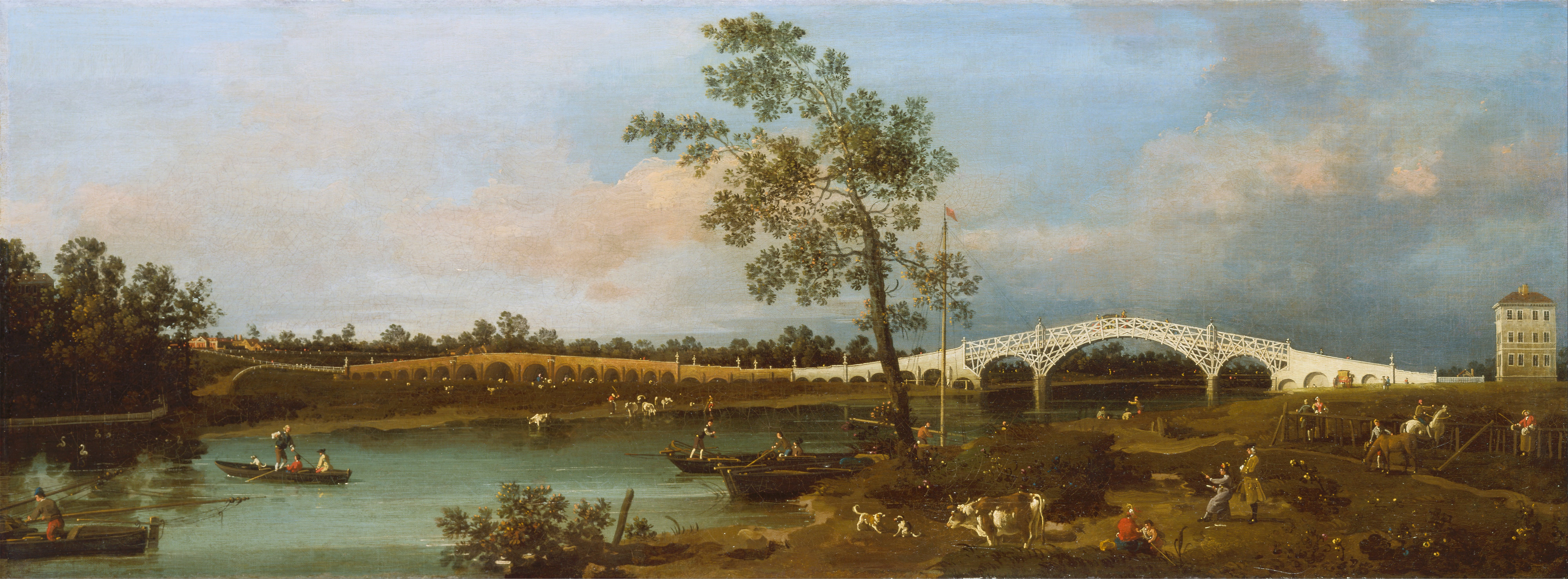
Vieux Pont de Walton, vers 1755, Centre d'art britannique de Yale[2].

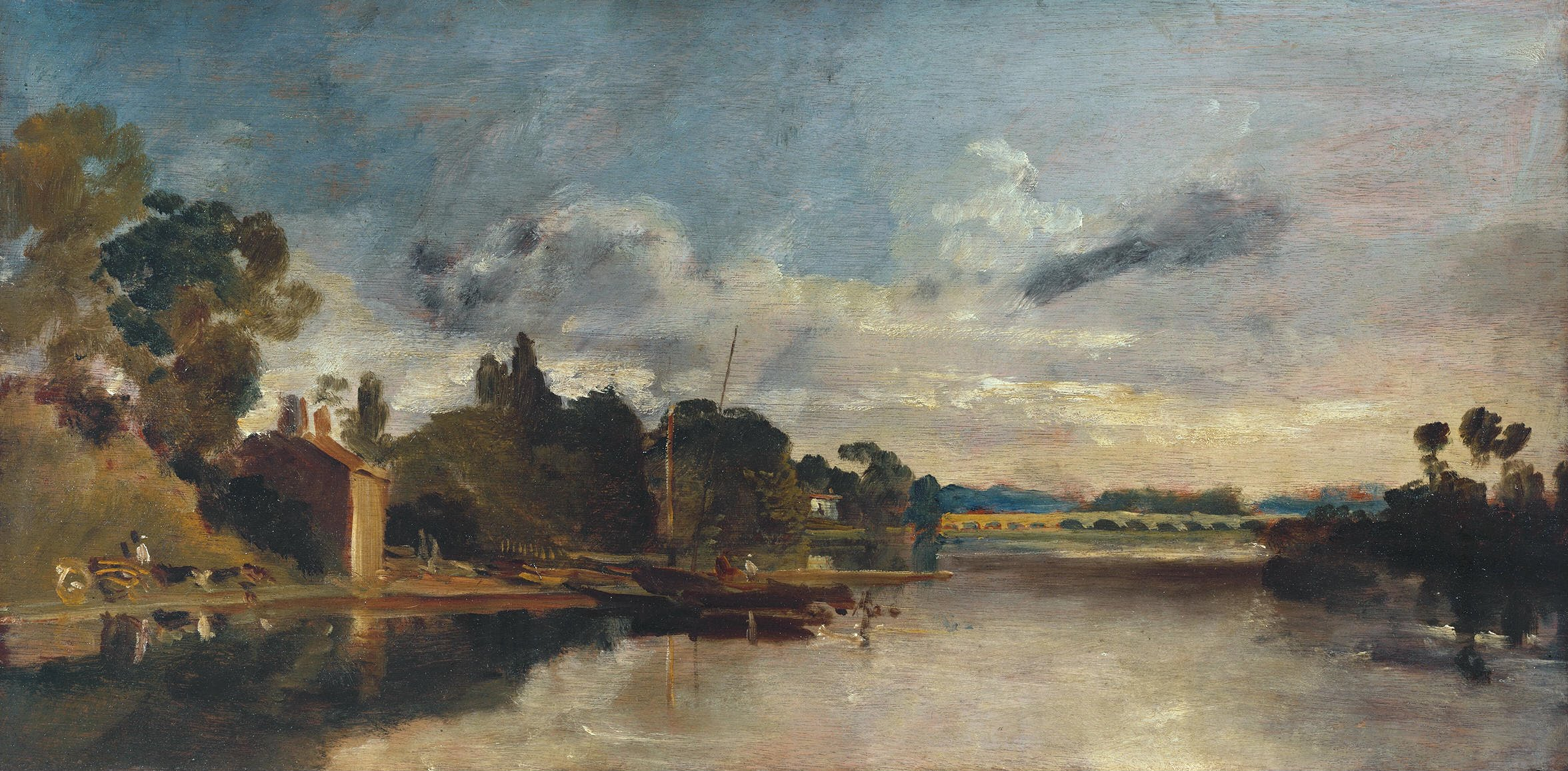
La Tamise près du pont Walton
William Turner, 1803-1805
Tate Britain, Londres.

Le peintre William Turner vivait à Isleworth une partie de son temps et a fait de nombreuses excursions le long de la Tamise, dessinant, peignant et pêchant - son passe-temps favori. Il gardait un bateau et s'arrêtait souvent pendant la nuit à divers lieux de débarquement. Il peint aussi à bord, comme sur le tableau conservé à la Tate Britain,  sur de petits panneaux de bois et parfois, plus ambitieusement, sur toile.

## Personnalités
- Jonny Searle (1969-), champion olympique d'aviron avec son frère Greg en 1992, est né à Walton-on-Thames.
- Tony Walton (1934-2022), décorateur de théâtre, est né à Walton-on-Thames.